# 작은발거친털쥐
작은발거친털쥐 또는 아마존쥐(Nectomys rattus)는 비단털쥐과 남아메리카물쥐속에 속하는 반수생 설치류이다. 브라질과 콜롬비아, 프랑스령 기아나, 가이아나, 수리남, 베네수엘라에서 발견되며, 저지대 열대 우림과 세하두 지역, 카팅가 지역을 포함한 다양한 서식지에서 산다. 2000년에 겨우 별도의 종으로 인식되었으며, 서아마존물쥐와 남아메리카물쥐를 포함한 다른 남아메리카물쥐속 종들의 한계는 아직 불명확한 상태이다.